# Seukeum Brok Beurabo
Seukeum Brok Beurabo is een bestuurslaag in het regentschap Pidie van de provincie Atjeh, Indonesië. Seukeum Brok Beurabo telt 503 inwoners (volkstelling 2010).